# Топила
Топи́ла — село в Україні, в Мирівській сільській територіальній громаді Нікопольського району Дніпропетровської області. Населення — 1426 мешканців.

## Географія
Село Топила знаходиться на правому березі річки Томаківка в місці впадання в неї річки Топила, вище за течією примикає селище Томаківка, нижче за течією на відстані 3 км розташоване село Весела Федорівка, на протилежному березі — селище Мирове і село Настасівка, вище за течією на відстані 2,5 км розташоване село Семенівка.

## Історія
- Село Топила виникло в 1921 році, коли від селища Томаківка була відокремлена його південна частина.

## Населення

### Мова
Розподіл населення за рідною мовою за даними перепису 2001 року:
| Мова            | Кількість | Відсоток |
| --------------- | --------- | -------- |
| українська      | 1312      | 92.01 %  |
| російська       | 97        | 6.80 %   |
| вірменська      | 5         | 0.35 %   |
| інші/не вказали | 12        | 0.84 %   |
| Усього          | 1426      | 100 %    |

## Об'єкти соціальної сфери
- Амбулаторія.
- Будинок культури.

## Пам'ятки
- Будинок земської школи;

## Релігія
В селі розташований Храм Успіння Пресвятої Богородиці ПЦУ.

## Постаті
- Лях Максим Сергійович (1999—2023) — солдат Збройних сил України, відзначився у ході російського вторгнення в Україну, учасник російсько-української війни, Герой України з удостоєнням ордена «Золота Зірка» (посмертно).